# Gálbulo

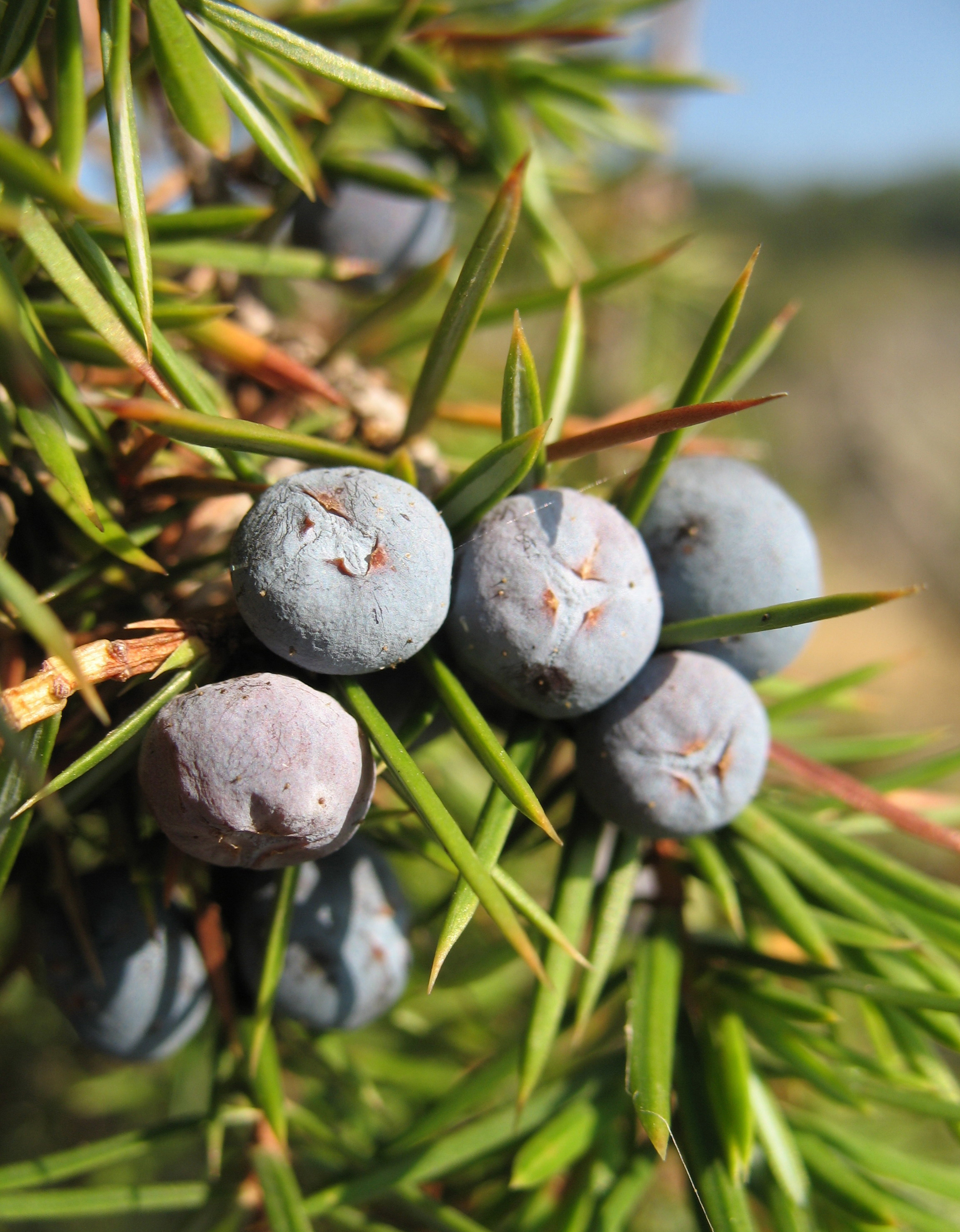
Gálbulos de Juniperus communis.

Gálbulo é designação dada em morfologia botânica aos estróbilos arredondados, ou em forma de cone curto com base arredondada, carnudos e indeiscentes (que não se abrem quando maduros), produzidos por diversas espécies de coníferas do género Juniperus. Estas estruturas, morfológicamente semelhantes a bagas, são na realidade megastróbilos que encerram várias sementes no seu interior.

## Descrição
Tecnicamente são pseudofrutos, gerados a partir de uma estrutura semelhante às pinhas das restantes coníferas, mas em que não se dá a lenhificação das escamas, as quais se tornam carnudas e colaescentes. Estas pseudobagas são típicas das espécies do género Juniperus, conhecidas pelos nomes comuns de zimbros ou zimbreiros, com destaque para espécies como Juniperus communis (zimbros) e Juniperus thurifera (sabinas) nas quais as sementes aparecem rodeadas por escamas que se tornam carnudas e que em geral se soldam, produzindo uma estrutura morfologicamente semelhante a um fruto carnudo.
Os gálbulos corresponde exclusivamente aos estróbilos femininos, pois as espécies de Juniperus que os produzem são dioicas, con estruturas que producem apenas flores femininas e outras com apenas flores masculinas.
As espécies que produzem gálbulos são tipicamente zoocóricas, necessitando que uma ave ou mamífero ingira o pseudofruto como factor de propagação das sementes. Nalguns casos são lagartas que ingerem as sementes. Os ácidos gástricos desfazem a cobertura carnuda do gálbulo, libertando as sementes e permitindo a sua posterior descarga com as fezes e germinação.
Os gálbulos de algumas espécies, entre as quais Juniperus communis, recebem a designação de baga de zimbro e são utilizados como condimento e na produção de diversas bebidas alcoólicas, entre as quais os gins. Também se lhe conhecem desde tempos remotos usos em medicina tradicional e xamanismo.